# Drei-Nationen-Turnier (Frauenfußball, 2021)
Das Drei-Nationen-Turnier unter dem Motto „Three Nations. One Goal“ wurde im Februar 2021 in der belgisch-deutsch-niederländischen Grenzregion zwischen den Frauennationalmannschaften Belgiens, Deutschlands und der Niederlande ausgetragen und stand im Zeichen der gemeinsamen Bewerbung der drei Verbände um die Ausrichtung der Fußball-Weltmeisterschaft der Frauen 2027. Jede Mannschaft hatte dabei ein Heimspiel. Die drei Mannschaften hatten sich 2020 als Gruppensieger für die Fußball-Europameisterschaft der Frauen 2022 qualifiziert und alle die Qualifikation abgeschlossen. Das Turnier fand im von der FIFA festgelegten Zeitfenster für Frauen-Länderspiele statt, in dem auch das parallel stattfindende Vier-Nationen-Turnier in den USA (SheBelieves Cup 2021) sowie noch ausstehende Spiele der EM-Qualifikation stattfanden. Zudem war in Frankreich die zweite Austragung des Tournoi de France geplant, das aber nach Absagen der isländischen und norwegischen Mannschaft abgesagt wurde. Für die Niederländerinnen diente es auch als Vorbereitung auf das olympische Fußballturnier 2020, das wegen der COVID-19-Pandemie um ein Jahr verschoben wurde, an dem die Niederländerinnen erstmals teilnehmen.
| Pl. | Land        | Sp. | S | U | N | Tore    | Diff. | Punkte |
| --- | ----------- | --- | - | - | - | ------- | ----- | ------ |
| 1.  | Niederlande | 2   | 2 | 0 | 0 | 008:200 | +6    | 06     |
| 2.  | Deutschland | 2   | 1 | 0 | 1 | 003:200 | +1    | 03     |
| 3.  | Belgien     | 2   | 0 | 0 | 2 | 001:800 | −7    | 0      |

|                        |   |             |           |
| 18. Februar in Brüssel |   |             |           |
| Belgien                | – | Niederlande | 1:6 (0:1) |
| 21. Februar in Aachen  |   |             |           |
| Deutschland            | – | Belgien     | 2:0 (1:0) |
| 24. Februar in Venlo   |   |             |           |
| Niederlande            | – | Deutschland | 2:1 (1:1) |

## Torschützinnen
| Rang | Spielerin              | Tore |
| ---- | ---------------------- | ---- |
| 1    | Daniëlle van de Donk   | 2    |
| 2    | Stefanie van der Gragt | 1    |
|      | Jackie Groenen         | 1    |
|      | Svenja Huth            | 1    |
|      | Renate Jansen          | 1    |
|      | Laura Freigang         | 1    |
|      | Lieke Martens          | 1    |
|      | Vivianne Miedema       | 1    |
|      | Marie Minnaert         | 1    |
|      | Jill Roord             | 1    |
|      | Lea Schüller           | 1    |